# Blum (Texas)
Blum è un centro abitato degli Stati Uniti d'America situato nella contea di Hill dello Stato del Texas.
La popolazione era di 444 persone al censimento del 2010.

## Geografia fisica
Blum è situata a 32°08′33″N 97°23′44″W (32.142367, -97.395481).
Secondo lo United States Census Bureau, ha un'area totale di un miglio quadrato (2,6 km²).

## Società

### Evoluzione demografica
Secondo il censimento del 2000, c'erano 399 persone, 147 nuclei familiari e 110 famiglie residenti nella città. La densità di popolazione era di 395,8 persone per miglio quadrato (152,5/km²). C'erano 177 unità abitative a una densità media di 175,6 per miglio quadrato (67,7/km²). La composizione etnica della città era formata dal 92,73% di bianchi, lo 0,50% di afroamericani, lo 0,50% di nativi americani, il 3,51% di altre razze, e il 2,76% di due o più etnie. Ispanici o latinos di qualunque razza erano l'8,52% della popolazione.
C'erano 147 nuclei familiari di cui il 40,8% aveva figli di età inferiore ai 18 anni, il 60,5% aveva coppie sposate conviventi, l'8,8% aveva un capofamiglia femmina senza marito, e il 24,5% erano non-famiglie. Il 22,4% di tutti i nuclei familiari erano individuali e il 10,9% aveva componenti con un'età di 65 anni o più che vivevano da soli. Il numero di componenti medio di un nucleo familiare era di 2,71 e quello di una famiglia era di 3,17.
La popolazione era composta dal 32,8% di persone sotto i 18 anni, il 7,3% di persone dai 18 ai 24 anni, il 26,8% di persone dai 25 ai 44 anni, il 20,1% di persone dai 45 ai 64 anni, e il 13,0% di persone di 65 anni o più. L'età media era di 31 anni. Per ogni 100 femmine c'erano 102,5 maschi. Per ogni 100 femmine dai 18 anni in giù, c'erano 92,8 maschi.
Il reddito medio di un nucleo familiare era di 31.094 dollari e quello di una famiglia era di 40.521 dollari. I maschi avevano un reddito medio di 30.250 dollari contro i 22.708 dollari delle femmine. Il reddito pro capite era di 11.459 dollari. Circa il 13,9% delle famiglie e il 15,9% della popolazione erano sotto la soglia di povertà, incluso il 19,3% di persone sotto i 18 anni e il 16,7% di persone di 65 anni o più.